# Corydalis ochotensis
Corydalis ochotensis är en vallmoväxtart som beskrevs av Porphir Kiril Nicolai Stepanowitsch Turczaninow. Enligt Catalogue of Life ingår Corydalis ochotensis i släktet nunneörter och familjen vallmoväxter, men enligt Dyntaxa är tillhörigheten istället släktet nunneörter och familjen vallmoväxter. Arten förekommer tillfälligt i Sverige, men reproducerar sig inte. Inga underarter finns listade i Catalogue of Life.

## Bildgalleri

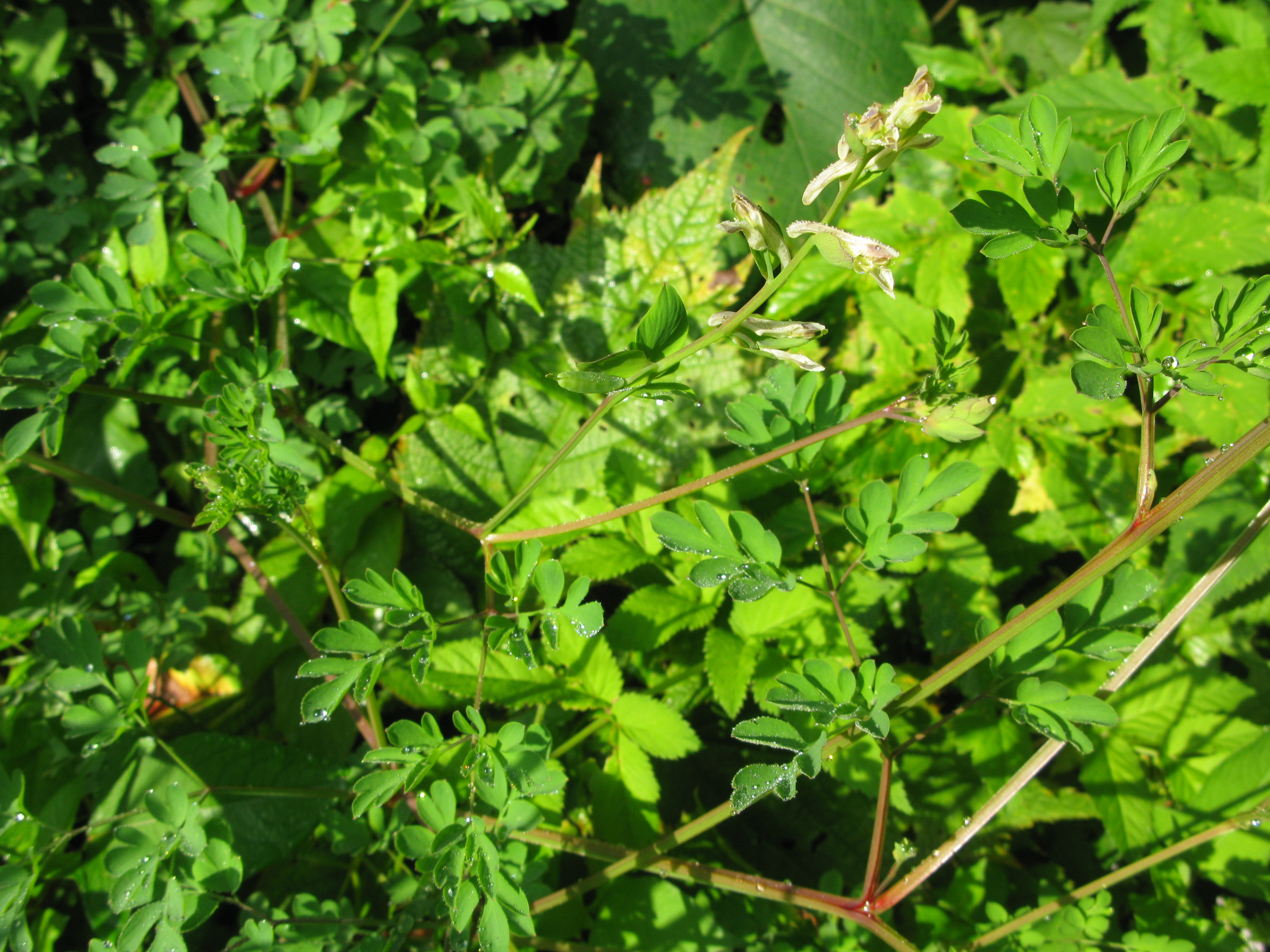
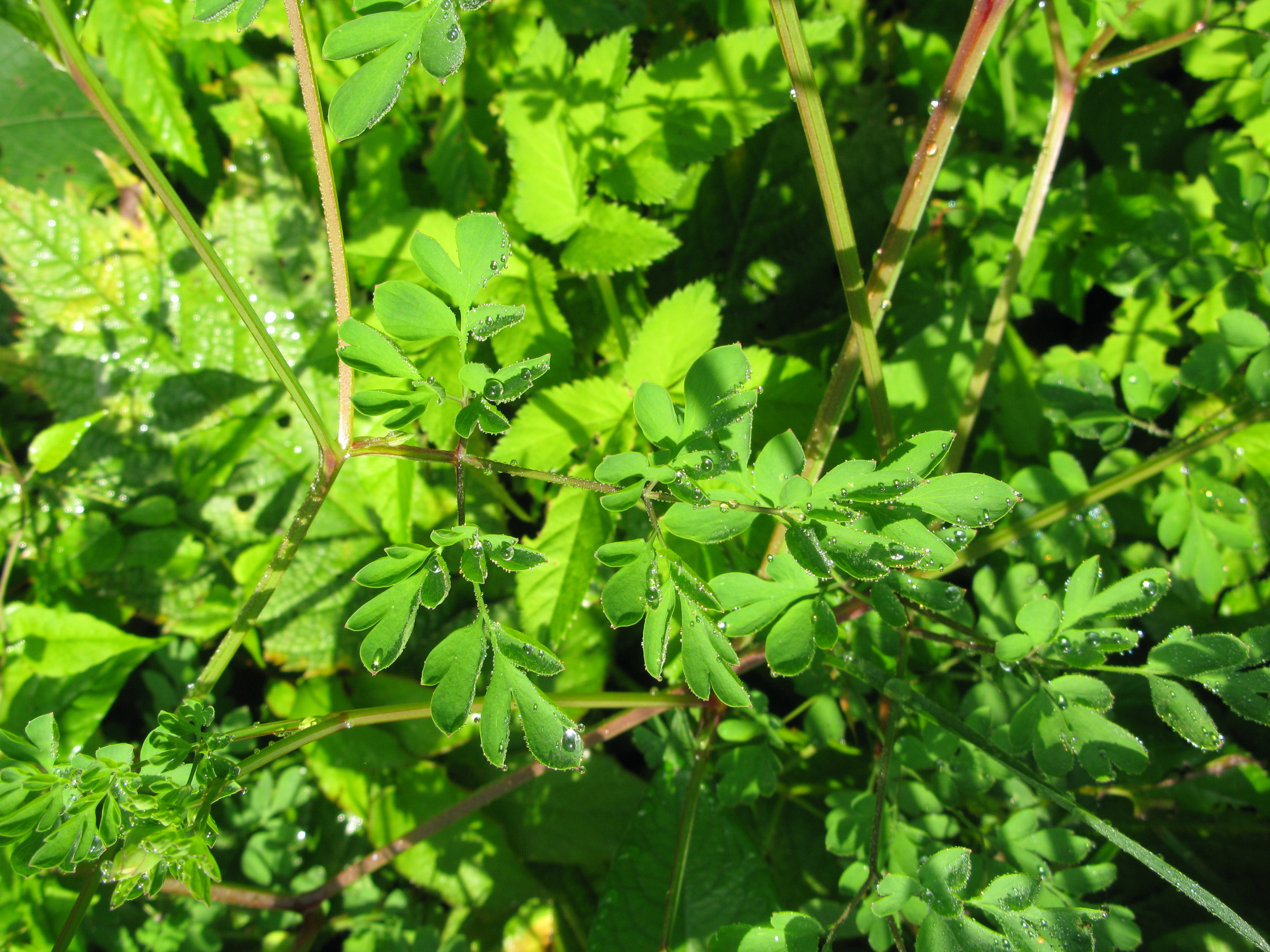